# Hongria al Festival de la Cançó d'Eurovisió
Hongria ha participat en el Festival de la Cançó d'Eurovisió des del seu debut en 1994. Va intentar participar-hi en 1993 amb Andrea Szulák, encara que no va aconseguir classificar-se en la ronda preliminar especial en la qual van participar set països d'Europa de l'Est.
La seva primera participació, en 1994, és encara la més reeixida dels magiars, quan Friderika Bayer va obtenir la quarta posició. Només András Kállay-Saunders va aconseguir un altre lloc en el TOP-5, en 2014. Magdi Rúzsa, novena en 2007; ByeAlex, desè en 2013; i Joci Pápai, vuitè en 2017, completen les cinc ocasions en les quals Hongria ha finalitzat dins del TOP-10.
MTVA és l'empresa pública de radiotelevisió encarregada del festival a Hongria, com a membre de la Unió Europea de Radiodifusió.

## Història
La primera aparició d'Hongria al Festival va ser amb Friderika Bayer en 1994. Després de tres rondes de votació, la cançó hongaresa va prendre la primera posició, però conforme avançaven les votacions, el país va baixar posicions i va acabar en 4t lloc. Fins al moment, només Hongria ha aconseguit liderar la votació el mateix any de la seva primera aparició.
La cançó de 1995 no va ser tan reeixida i només va obtenir 3 punts. En 1996, Hongria va tornar a quedar-se fora en una ronda classificatòria, quan Gjon Delhusa no va aconseguir passar a la gran final.
Hongria va retirar-se de la competició després del Festival de la Cançó d'Eurovisió 1998, a la qual hi va tornar en 2005, quan van aconseguir el 12è lloc en la final amb NOX. El país es va tornar a absentar del certamen en 2006 i hi va tornar en 2007 amb Magdi Rúzsa, la guanyadora de la 3a temporada de Megasztár (Hungarian Idol), que va acabar en 9è lloc a Hèlsinki, a pesar del fet que en la semifinal va quedar en la segona posició.
En l'edició de 2008, el representant hongarès, Csézy, va ocupar, contra tot pronòstic, l'última posició d'una segona semifinal que va guanyar Ucraïna. Aquest es va convertir en el seu pitjor resultat des del seu debut, en rebre únicament quatre punts de Sèrbia, altres quatre de Dinamarca i un de Geòrgia.
En 2009, la cançó «Dance with me», interpretada per Zoli Adok, tornà a quedar-se en semifinals, i en aquell mateix any decidiren retirar-se del festival per la crisi econòmica, parèntesi que va durar un any (es van absentar d'Oslo 2010).
A la fi d'aquest any, Hongria confirmà el seu retorn per al festival de 2011.
El 2011, va sortir triada Kati Wolf amb la cançó «What about my dreams?» una cançó d'estil disco on molts comparaven la cantant amb Céline Dion. Finalment, aquell any li va tocar participar en la primera semifinal i per primera vegada, després de tres anys sense estar en la final, Hongria ho aconseguí. De fet, era una de les favorites d'aquesta edició, però en la final els seus pronòstics van canviar radicalment en quedar en el lloc 22è amb 53 punts. No va ser l'únic país favorit que va quedar en els últims llocs, ja que d'altres països com Estònia (24è), Rússia (17è), França (15è) i Regne Unit (11è) s'esperava que quedessin en millors posicions.
L'any 2012, Hongria es classificà per a la final amb el grup Compact Disco i la cançó "Sound of our hearts", una aposta una mica arriscada a causa de l'impecable àudio d'aquesta en estudi però amb un treballós directe. A pesar d'això, Hongria tornà a la final i actuà en 2a posició, però obtingué el que alguns mitjans van denominar un decebedor resultat: la posició 24a.
L'any 2013, Alex Marta, sota el nom de ByeAlex, fou el guanyador de la preselecció A Dal, i va ser enviat a Malmö amb un tema en hongarès, propi del cantant amb arranjaments de DJ Zoohacker: «Kedvesem». La seva passada a la final va ser tota una sorpresa, ja que aquest tipus de temes intimistes no solen arribar a tots els públics, i major sorpresa va ser quan va obtenir el 10è lloc amb 84 punts, 12 d'ells per part d'Alemanya.
El fet de tornar al TOP-5, es va repetir en 2014 amb Kállay-Saunders i el seu tema pop internacional «Running», que era una de les grans favorites de les apostes. En 2015 i 2016, Hongria també va passar a la final amb «Wars for nothing» i «Pioneer» de Boggie i Freddie, respectivament, però qui va marcar una fita va ser Joci Pápai en 2017 amb el tema «Origo», interpretada en hongarès i romaní amb tocs ètnics, que va atorgar Hongria la major quantitat de punts que ha rebut des del seu debut, concretament, 200. Això es va traduir en una vuitena posició.
En 2018, per 8è any consecutiu, Hongria estaria en la final amb el grup de rock AWS i "Viszlát nyár", que va aconseguir 93 punts i un 21è lloc. En 2019, a pesar del retorn de Joci Pápai, Hongria no va aconseguir passar a la final i es va quedar 12a amb 97 punts en la primera semifinal. Així, en 2020, el país va decidir retirar-s'hi i desvincular A Dal, que fins al moment havia sigut la seva final nacional, d'Eurovisó, almenys, durant un any.

## Participacions
Llegenda
| Any                                   | Seu         | Artista                | Cançó                           | Final                | Punts                | Semifinal                 | Punts                     |
| ------------------------------------- | ----------- | ---------------------- | ------------------------------- | -------------------- | -------------------- | ------------------------- | ------------------------- |
| 1993                                  | Millstreet  | Andrea Szulak          | «Arva Reggel»                   | No es va classificar | No es va classificar | 6                         | 44                        |
| 1994                                  | Dublín      | Friderika Bayer        | «Kinek mondjam el vétkeimet?»   | 4                    | 122                  | No va haver-hi semifinals | No va haver-hi semifinals |
| 1995                                  | Dublín      | Csaba Szigeti          | «Új név a régi ház falá»        | 22                   | 3                    | No va haver-hi semifinals | No va haver-hi semifinals |
| 1996                                  | Oslo        | Gjon Delhusa           | «Fortuna»                       | No es va classificar | No es va classificar | 23                        | 26                        |
| 1997                                  | Dublín      | V.I.P.                 | «Miért kell, hogy elmenj?»      | 13                   | 39                   | No va haver-hi semifinals | No va haver-hi semifinals |
| 1998                                  | Birmingham  | Charlie                | «A holnap már nem lesz szomorú» | 23                   | 4                    | No va haver-hi semifinals | No va haver-hi semifinals |
| No hi va participar entre 1999 i 2004 |             |                        |                                 |                      |                      |                           |                           |
| 2005                                  | Kíev        | NOX                    | «Forogj, világ!»                | 12                   | 97                   | 5                         | 167                       |
| No hi va participar en 2006           |             |                        |                                 |                      |                      |                           |                           |
| 2007                                  | Hèlsinki    | Magdi Rúzsa            | «Unsubstantial blues»           | 9                    | 128                  | 2                         | 224                       |
| 2008                                  | Belgrad     | Csézy                  | «Candlelight»                   | No es va classificar | No es va classificar | 19                        | 6                         |
| 2009                                  | Moscou      | Zoli Ádok              | «Dance with me»                 | No es va classificar | No es va classificar | 15                        | 16                        |
| No hi va participar en 2010           |             |                        |                                 |                      |                      |                           |                           |
| 2011                                  | Düsseldorf  | Kati Wolf              | «What about my dreams?»         | 22                   | 53                   | 7                         | 72                        |
| 2012                                  | Bakú        | Compact Disco          | «Sound of our hearts»           | 24                   | 19                   | 10                        | 52                        |
| 2013                                  | Malmö       | ByeAlex                | «Kedvesem (Zoohacker Remix)»    | 10                   | 84                   | 8                         | 66                        |
| 2014                                  | Copenhaguen | András Kállay-Saunders | «Running»                       | 5                    | 143                  | 3                         | 127                       |
| 2015                                  | Viena       | Boggie                 | «Wars for nothing»              | 20                   | 19                   | 8                         | 67                        |
| 2016                                  | Estocolm    | Freddie                | «Pioneer»                       | 19                   | 108                  | 4                         | 197                       |
| 2017                                  | Kíev        | Joci Pápai             | «Origo»                         | 8                    | 200                  | 2                         | 231                       |
| 2018                                  | Lisboa      | AWS                    | «Viszlát nyár»                  | 21                   | 93                   | 10                        | 111                       |
| 2019                                  | Tel-Aviv    | Joci Pápai             | «Az Én Apám»                    | No es va classificar | No es va classificar | 12                        | 97                        |
| No hi va participar entre 2020 i 2025 |             |                        |                                 |                      |                      |                           |                           |

## Votació d'Hongria
Fins a 2019, la votació d'Hongria ha estat:
| Més punts atorgats només en la gran final | Més punts atorgats només en la gran final | Més punts atorgats només en la gran final |
| Pos.                                      | País                                      | Punts                                     |
| ----------------------------------------- | ----------------------------------------- | ----------------------------------------- |
| 1                                         | Suècia                                    | 71                                        |
| 2                                         | Països Baixos                             | 62                                        |
| 3                                         | Noruega                                   | 61                                        |
| 4                                         | Azerbaidjan                               | 59                                        |
| 4                                         | Rússia                                    | 59                                        |

| Més punts atorgats en semifinals i final | Més punts atorgats en semifinals i final | Més punts atorgats en semifinals i final |
| Pos.                                     | País                                     | Punts                                    |
| ---------------------------------------- | ---------------------------------------- | ---------------------------------------- |
| 1                                        | Països Baixos                            | 119                                      |
| 2                                        | Dinamarca                                | 112                                      |
| 3                                        | Azerbaidjan                              | 110                                      |
| 4                                        | Islàndia                                 | 109                                      |
| 5                                        | Noruega                                  | 106                                      |

| Més punts rebuts només en la final | Més punts rebuts només en la final | Més punts rebuts només en la final |
| Pos.                               | País                               | Punts                              |
| ---------------------------------- | ---------------------------------- | ---------------------------------- |
| 1                                  | Sèrbia                             | 68                                 |
| 2                                  | Romania                            | 67                                 |
| 3                                  | Finlàndia                          | 61                                 |
| 4                                  | Croàcia                            | 53                                 |
| 5                                  | Islàndia                           | 46                                 |

| Més punts rebuts en semifinals i final | Més punts rebuts en semifinals i final | Més punts rebuts en semifinals i final |
| Pos.                                   | País                                   | Punts                                  |
| -------------------------------------- | -------------------------------------- | -------------------------------------- |
| 1                                      | Sèrbia                                 | 156                                    |
| 2                                      | Romania                                | 136                                    |
| 3                                      | Finlàndia                              | 114                                    |
| 4                                      | Croàcia                                | 112                                    |
| 5                                      | Estònia                                | 107                                    |

## 12 punts
- Hongria ha donat 12 punts a:

### Final (1993 - 2003)
| Any                                     | País          |
| --------------------------------------- | ------------- |
| No es classificà per a la final de 1993 |               |
| 1994                                    | Alemanya      |
| 1995                                    | Xipre         |
| No es classificà per a la final de 1996 |               |
| 1997                                    | Regne Unit    |
| 1998                                    | Països Baixos |
| No hi participà entre 1999 i 2003       |               |

| Any                     | País                    | Any                     | País                    |
| ----------------------- | ----------------------- | ----------------------- | ----------------------- |
| No hi participà en 2004 | No hi participà en 2004 | No hi participà en 2010 | No hi participà en 2010 |
| 2005                    | Romania                 | 2011                    | Islàndia                |
| No hi participà en 2006 | No hi participà en 2006 | 2012                    | Finlàndia               |
| 2007                    | Sèrbia                  | 2013                    | Azerbaidjan             |
| 2008                    | Dinamarca               | 2014                    | Països Baixos           |
| 2009                    | Azerbaidjan             | 2015                    | Rússia                  |

| Any                             | Jurat    | Televot     |
| ------------------------------- | -------- | ----------- |
| 2016                            | Malta    | Azerbaidjan |
| 2017                            | Bulgària | Bulgària    |
| 2018                            | Romania  | Dinamarca   |
| 2019                            | Belarús  | San Marino  |
| No hi hauria participat en 2020 |          |             |

| Any                     | País                    | Any                     | País                    |
| ----------------------- | ----------------------- | ----------------------- | ----------------------- |
| No hi participà en 2004 | No hi participà en 2004 | No hi participà en 2010 | No hi participà en 2010 |
| 2005                    | Grècia                  | 2011                    | Islàndia                |
| No hi participà en 2006 | No hi participà en 2006 | 2012                    | Suècia                  |
| 2007                    | Sèrbia                  | 2013                    | Azerbaidjan             |
| 2008                    | Azerbaidjan             | 2014                    | Països Baixos           |
| 2009                    | Noruega                 | 2015                    | Bèlgica                 |

| Any                             | Jurat           | Televot   |
| ------------------------------- | --------------- | --------- |
| 2016                            | Austràlia       | Ucraïna   |
| 2017                            | Portugal        | Bulgària  |
| 2018                            | Dinamarca       | Dinamarca |
| 2019                            | República Txeca | Islàndia  |
| No hi hauria participat en 2020 |                 |           |

## Galeria d'imatges

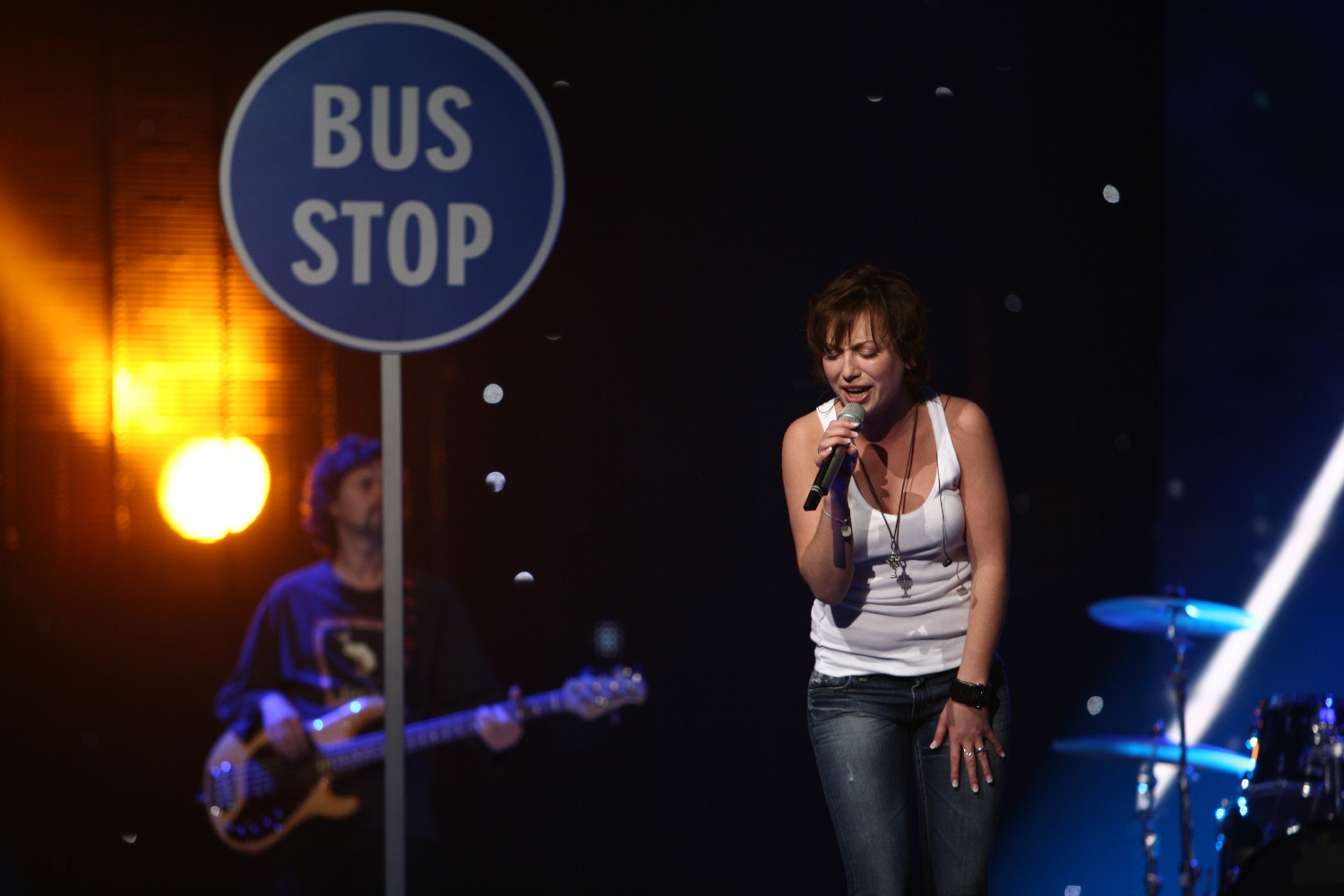
Magdi Rúzsa a Hèlsinki (2007)
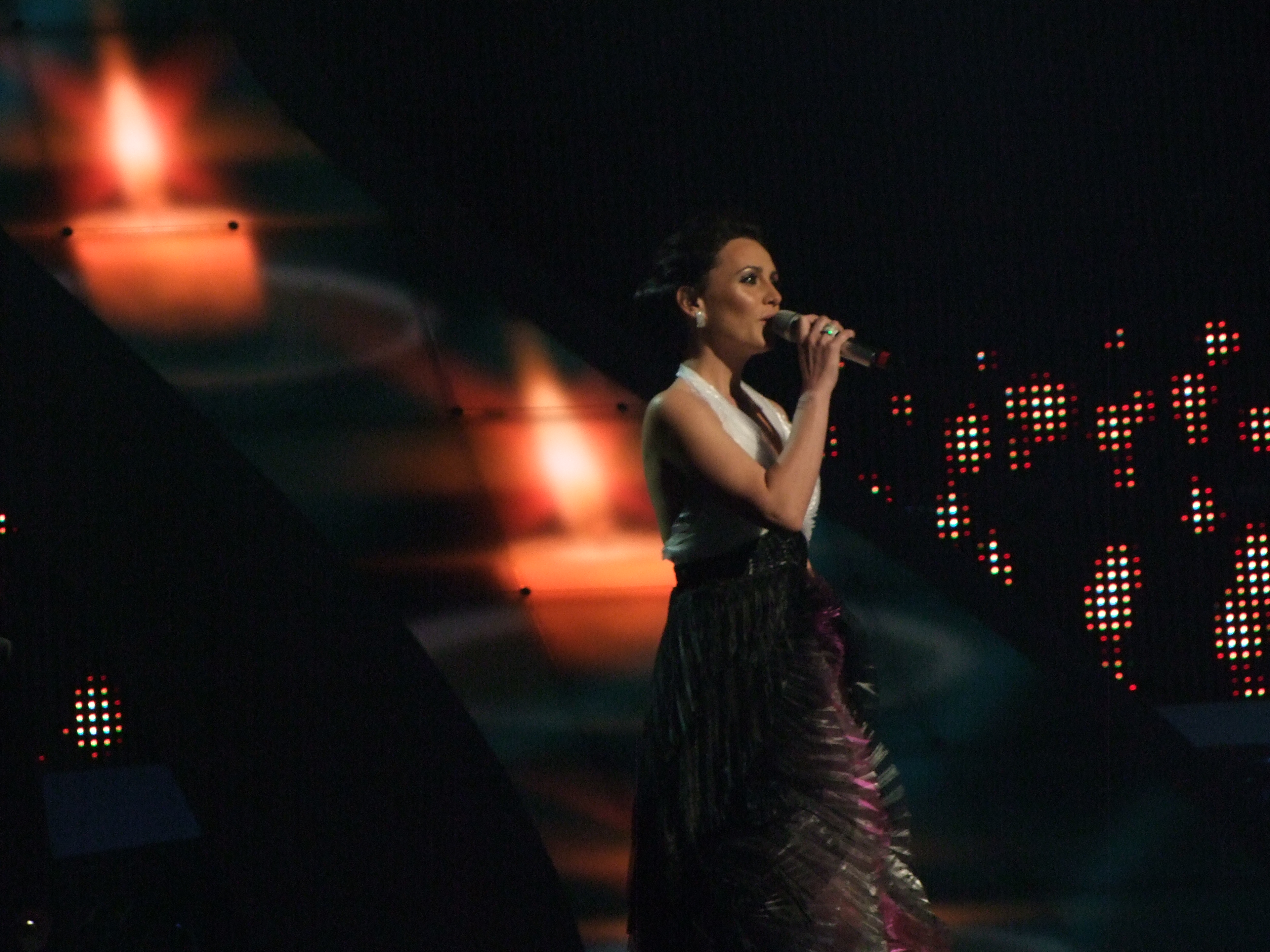
Csézy a Belgrad (2008)
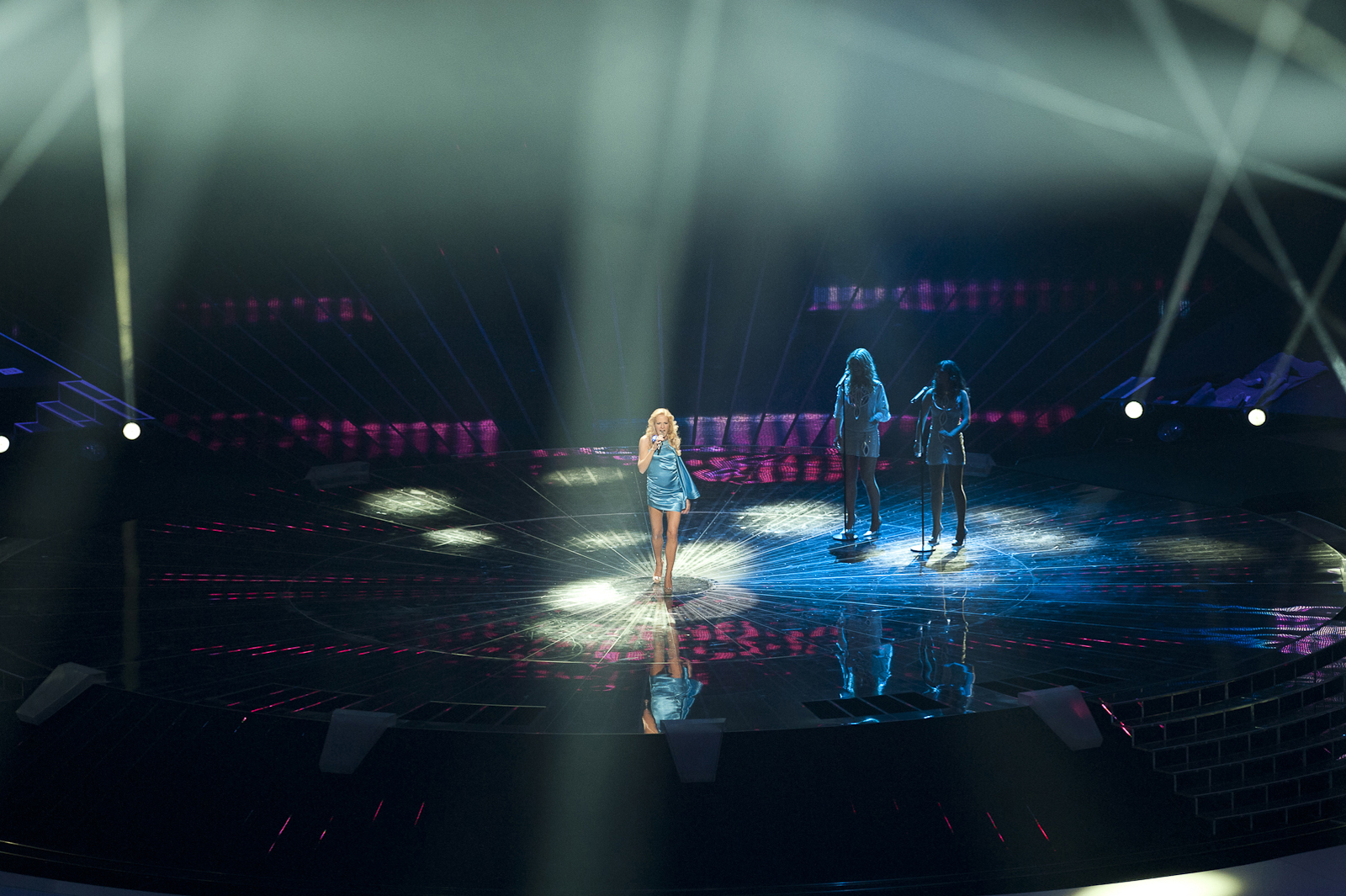
Kati Wolf a Düsseldorf (2011)
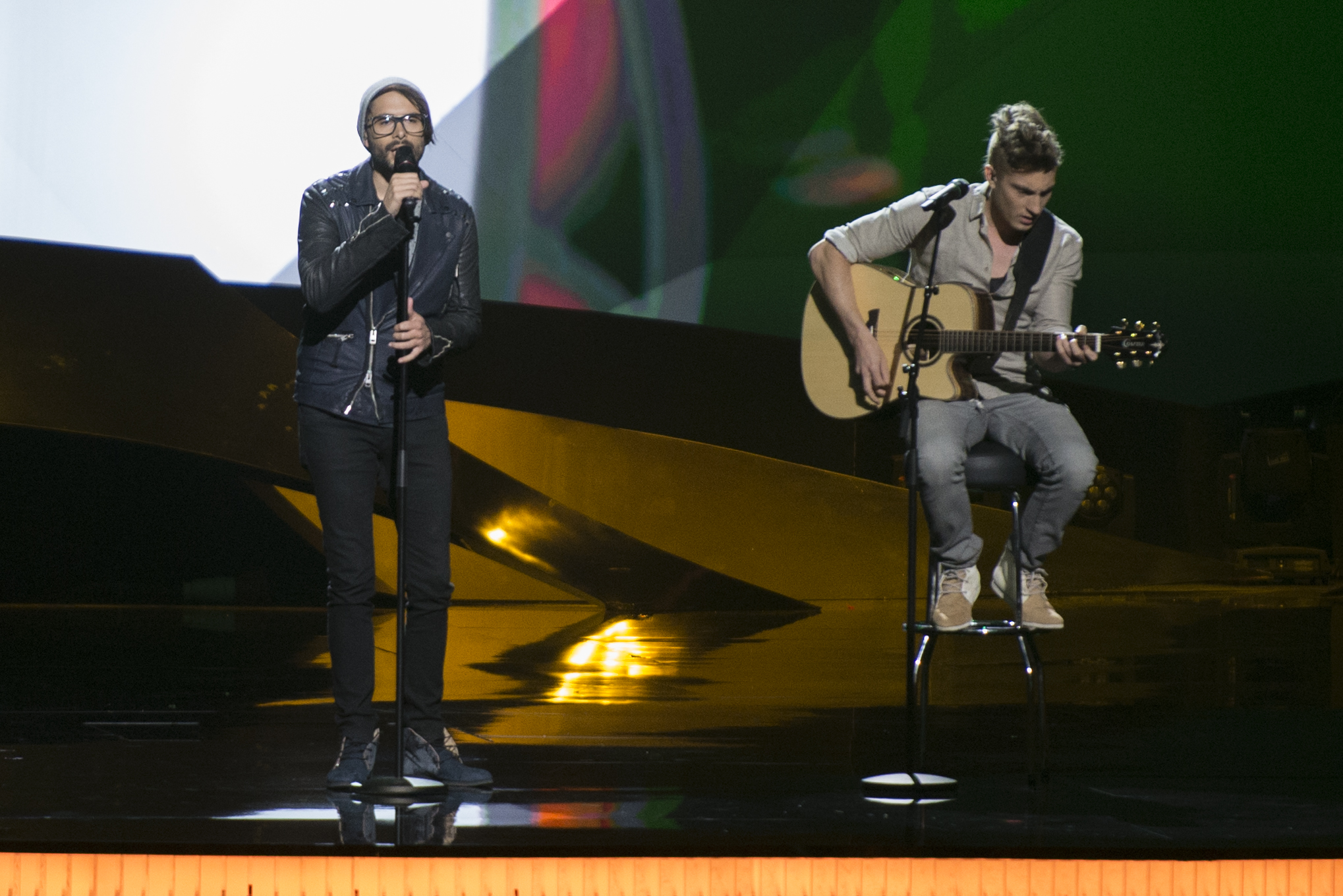
ByeAlex a Malmö (2013)
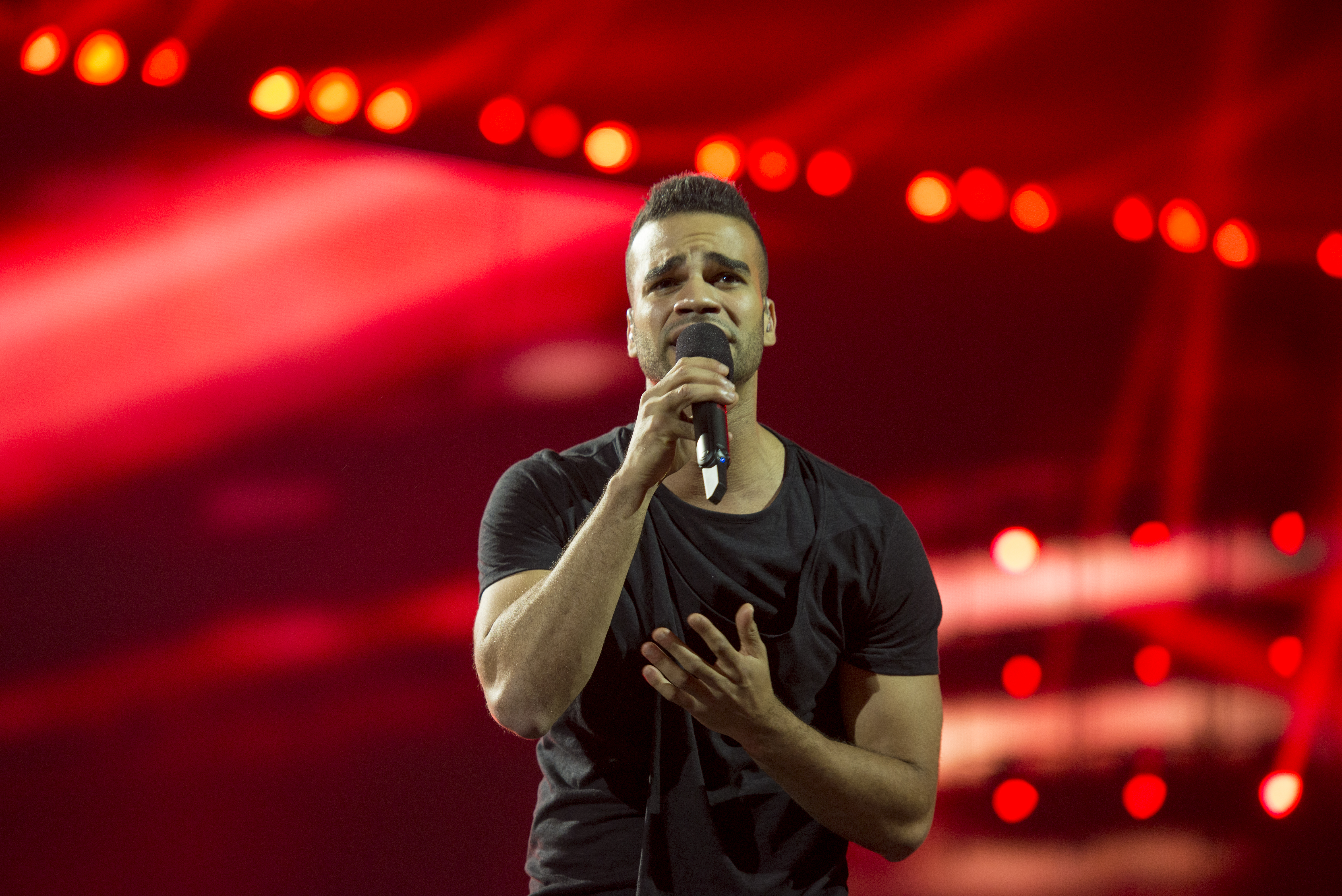
Kállay-Saunders a Copenhaguen (2014)
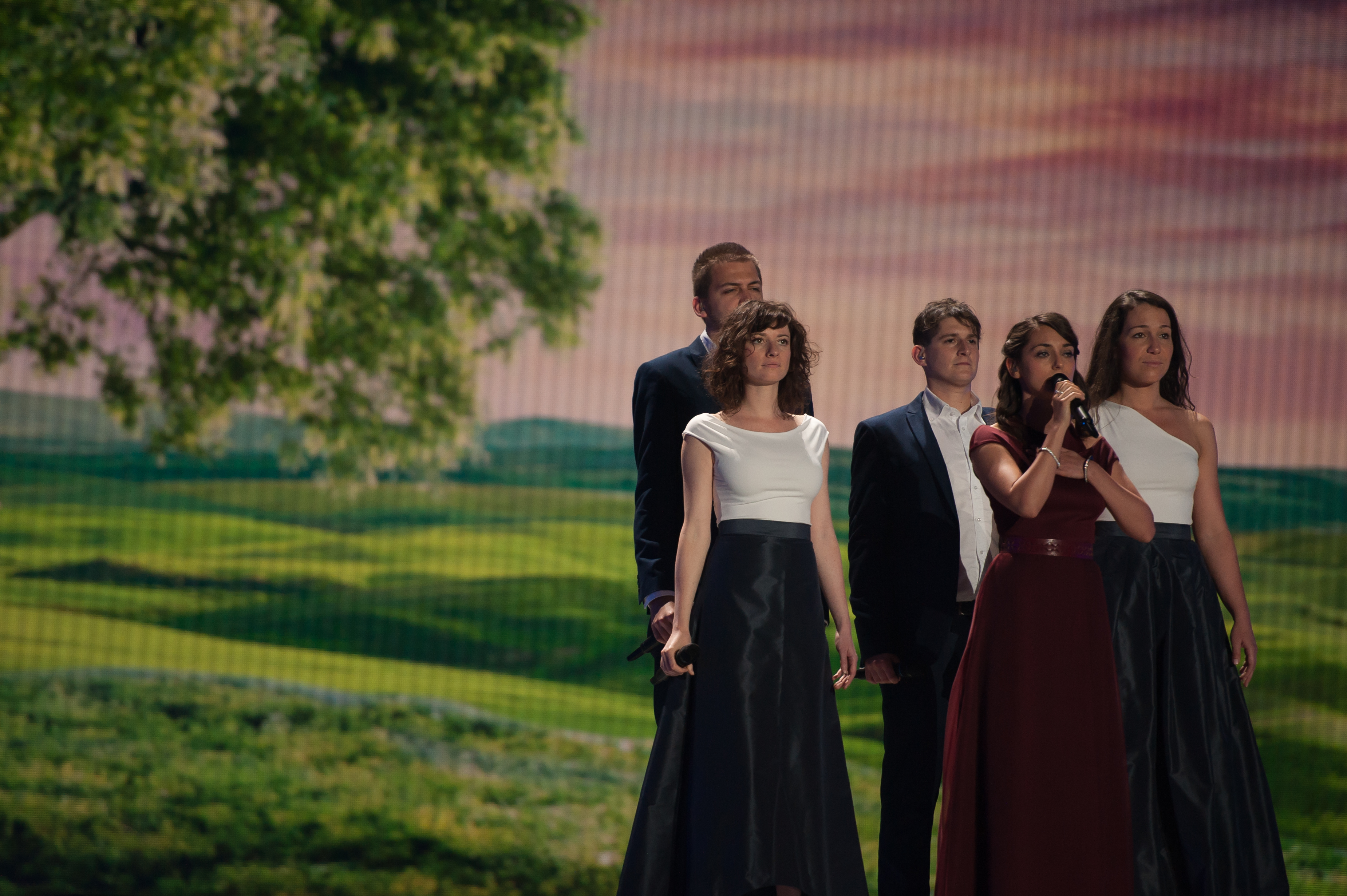
Boggie a Viena (2015)
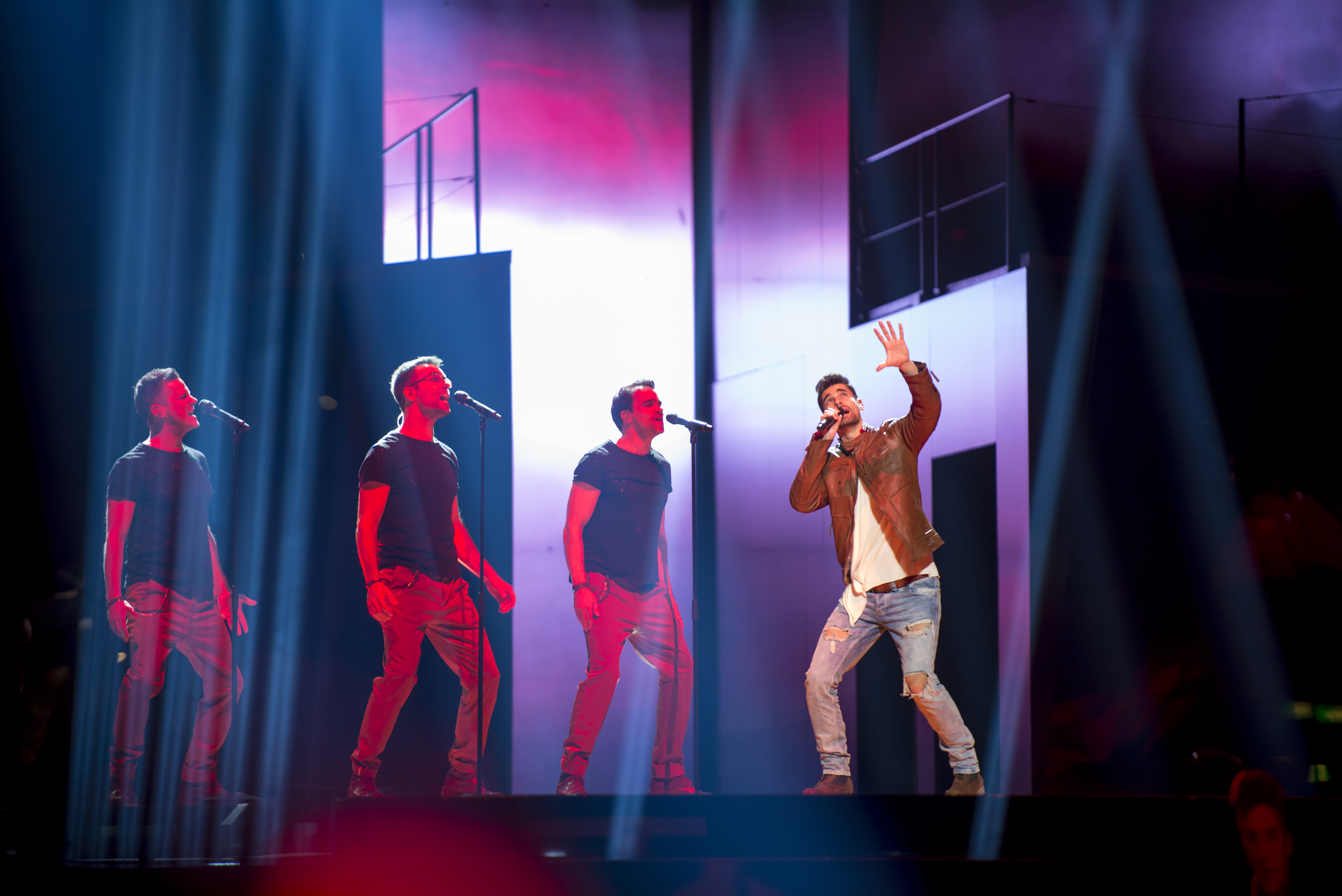
Freddie a Estocolm (2016)
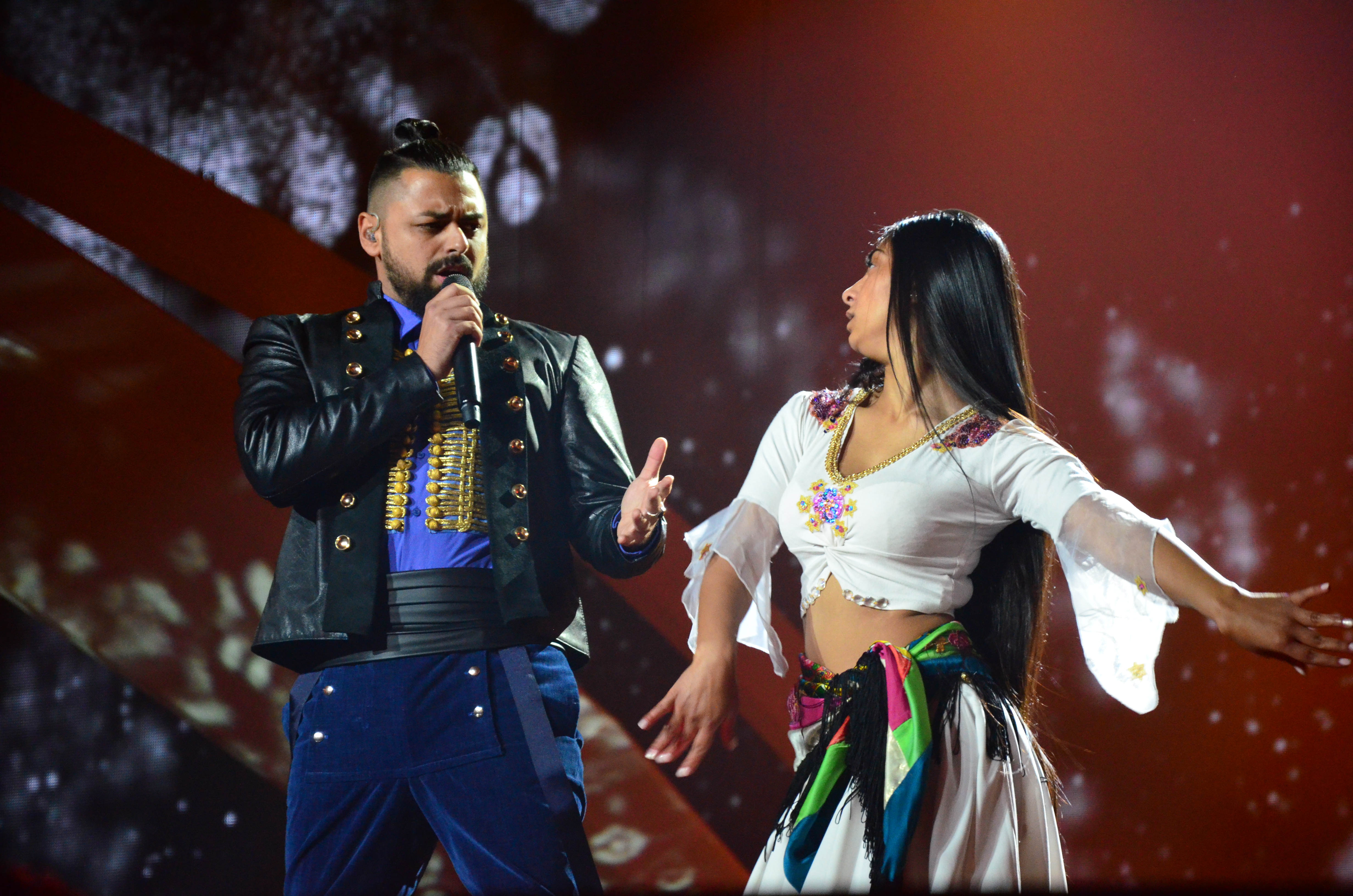
Joci Pápai a Kíev (2017)
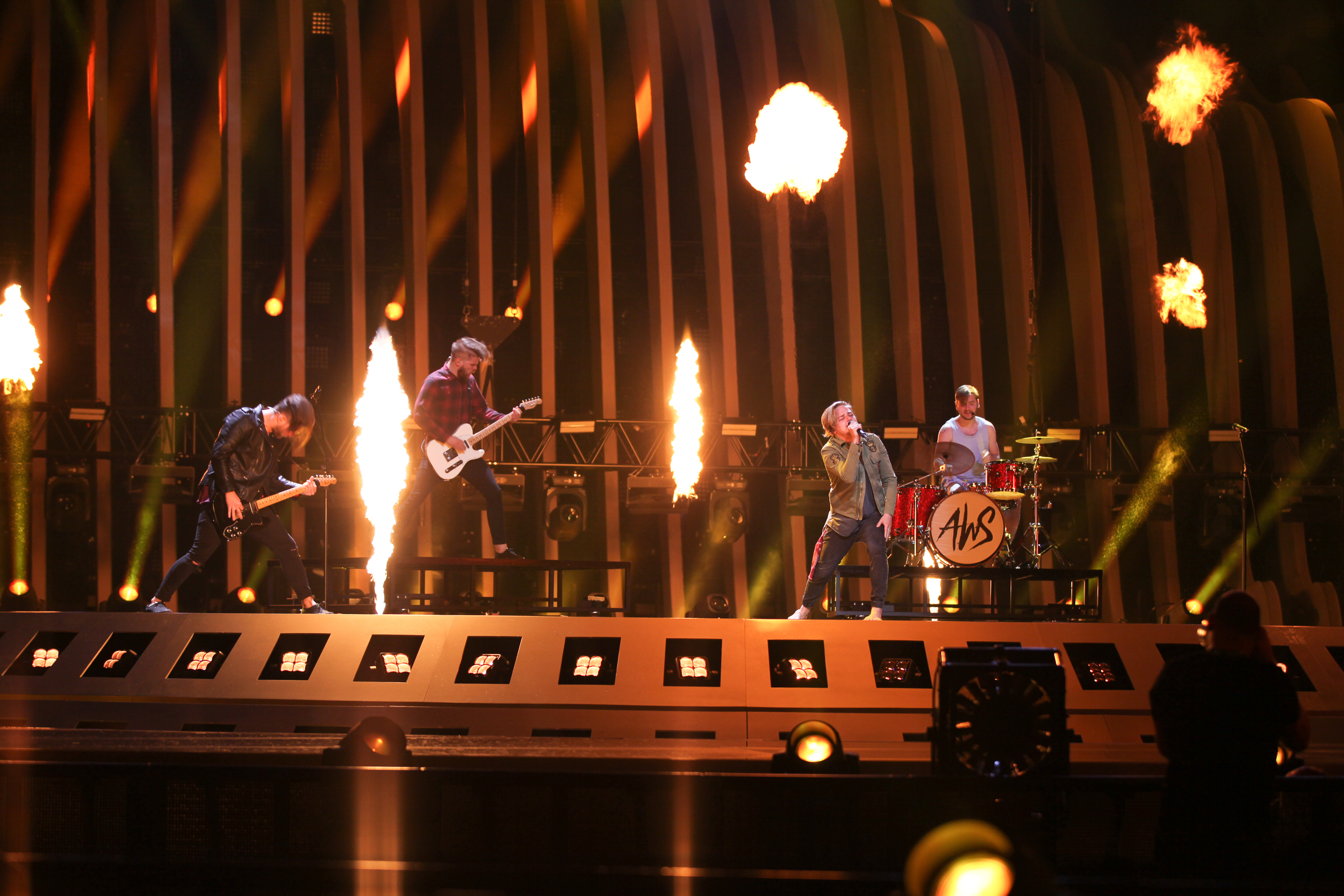
AWS a Lisboa (2018)
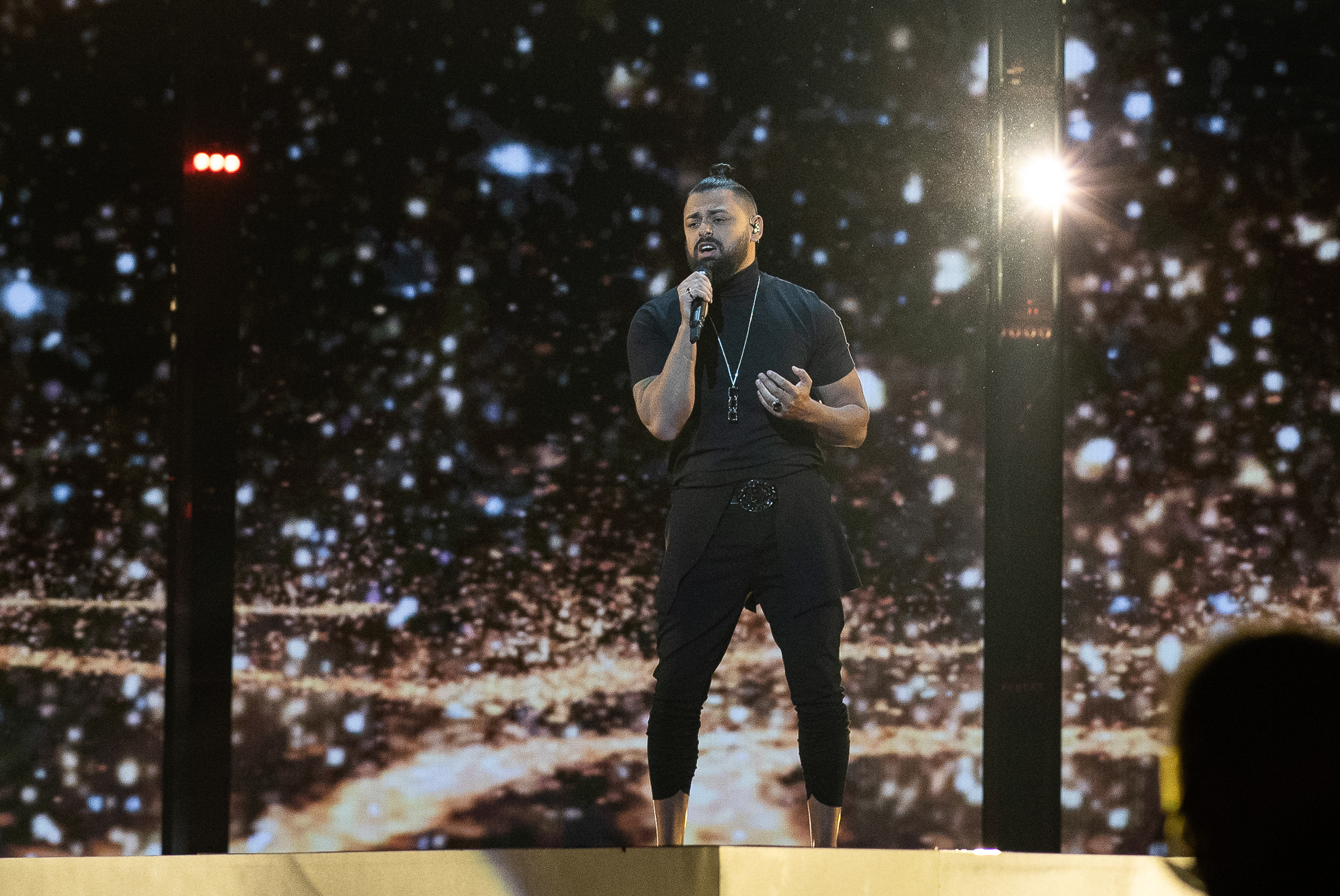
Joci Pápai a Tel-Aviv (2019)